# Elena Keldibekova
Elena Keldibekova (Almaty, 23 giugno 1974) è una pallavolista kazaka naturalizzata peruviana.
Gioca nel ruolo di palleggiatrice nel Club de Regatas Lima.

## Carriera
Elena Keldibekova, di nazionalità sovietica, poi kazaka a seguito del dissovolvimento dell'URSS, si trasferisce, all'età di diciannove anni, in Perù, dove inizia la sua carriera pallavolistica professionistica: nel 1998 entra nella squadra del Club de Regatas Lima, nel massimo campionato peruviano, dove resta per cinque stagioni, vincendo uno scudetto; nel 2000 viene convocata per la prima volta nella nazionale del Perù, con la quale vince il bronzo al campionato sudamericano 2003: nella stessa competizione vincerà altre medaglie sia d'argento che di bronzo.
Nella stagione 2004-05 viene ingaggiata dal Turnverein Fischbek von 1921 di Amburgo, club militante nel campionato tedesco, dove resta per due stagioni, al termine delle quali ritorna nella squadra di Lima, dove resta per altre due annate. Nel 2010 vince la medaglia d'argento sia alla Coppa panamericana 2010, che alla Final Four Cup 2010.
Nella stagione 2010-11 va a giocare nel campionato azero, per la squadra del Lokomotiv Bakı Voleybol Klubu; durante l'estate 2011 rimane vittima di un infortunio durante una partita con la nazionale che la costringerà all'inattività per diversi mesi. Ritorna in campo nel gennaio 2012, grazie all'ingaggio da parte del Time Volley Matera, nella Serie A2 italiana, per terminare la restante parte di stagione.

## Palmarès

### Club
- Campionato peruviano: 1

2003-04

### Nazionale (competizioni minori)
- Giochi bolivariani 2005
- Coppa panamericana 2010
- Final Four Cup 2010

### Premi individuali
- 2010 - Coppa panamericana: Miglior palleggiatrice
- 2010 - Final Four Cup: Miglior servizio
- 2010 - Final Four Cup: Miglior palleggiatrice
- 2011 - Montreux Volley Masters: Miglior palleggiatrice
- 2011 - Coppa panamericana: Miglior palleggiatrice
- 2011 - Campionato sudamericano: Miglior palleggiatrice
- 2012 - Coppa panamericana: Miglior palleggiatrice